# Migros
Migros je největší švýcarská maloobchodní společnost a zároveň také švýcarský největší zaměstnavatel (zhruba 86 tisíc zaměstnanců v roce 2011) a největší supermarketový řetězec. Vlastnickou formou se jedná o družstvo a jeho členem je zhruba každý čtvrtý Švýcar, přibližně 2 milióny obyvatel. V rámci Švýcarska je jeho hlavním konkurentem Coop.

## Dějiny
Migros založil v roce 1925 Gottlieb Duttweiler v Curychu zprvu s pěti zásobovacími automobily na podvozku Ford model TT s nástavbou jako pojízdné prodejny se sortimentem omezeným na pouhých 6 produktů - káva, rýže, cukr, kolínka, kokosový olej, mýdlo. Konceptem byl nákup přímo u zdroje, od prvopočátku vlastní balírna, vyřazením velkoobchodu prolomení cenových kartelů. V roce 1926 otevřel v Curychu první prodejnu. V roce 1941 se z původní akciové společnosti stává družstvo. Byl dlouho kritizován za to, že tehdy bezkonkurenčně nízkými cenami ničí drobné obchodníky, kteří nakupovali přes velkoobchod; ten zejména stál za šikanami, jimž byl současně vystaven. On sám se prezentoval jako zástupce sociálního kapitálu sloužíci především zákazníkúm a dobrými pracovními podmínkami svým zaměstnancúm.
V roce 1954 se Migros podílel na založení Migros Türk v Istanbulu, z kterého se posléze vyvinul jeden z největších obchodních řetězců v Turecku. Migros svůj podíl v Migros Türk odprodal v roce 1975.
Postupně družstvo nabylo charakteru de facto mamutího koncernu s komplexními strukturami zahrnujícího celou řadu vlastních prúmyslových podnikú, během času aktivitami nezřídka  značně přesahujících púvodní smysl zásobování Migrosu a účelové rozšíření oblastí jeho činnosti (např. cestovní kancelář Hotelplan založená již r. 1935), i banku, lidovou školu mnohostranného zaměření, nákupem byl zastřešen i jistý počet dalších v zemi významných maloobchodních podniků. Počátkem roku 2024 bylo oznámeno uvedení do chodu procesu, jehož cílem je v celkově značně změněných globálních tržních podmínkach centralizace a koncentrace - redukce především na púvodní zaměření, tj. supermarkety.